# 21748 Srinivasan
21748 Srinivasan è un asteroide della fascia principale. Scoperto nel 1999, presenta un'orbita caratterizzata da un semiasse maggiore pari a 2,2267009 UA e da un'eccentricità di 0,1875385, inclinata di 3,45682° rispetto all'eclittica.